# Шазам! (саундтрек)
Шазам!: Оригинальный саундтрек к фильму (англ. Shazam!: Original Motion Picture Soundtrack) — является музыкой к фильму «Шазам!» Бенджамина Уоллфиша. WaterTower Music выпустили альбом саундтреков 5 апреля 2019 года в цифровом виде, и 10 мая 2019 года в физическом.

## Происхождение
21 июля 2018 года Бенджамин Уоллфиш был объявлен композитором Шазама!. Этот фильм знаменует собой третье сотрудничество между Уоллфишем и режиссёром Дэвидом Сандбергом, записавшим музыку для его дебютного фильма «И гаснет свет…» и «Проклятие Аннабель: Зарождение зла». Что касается музыки к Шазаму, Сандберг и Уоллфиш отошли на территорию старых забавных приключенческих фильмов, черпая вдохновение из партитур 1970-х и 1980-х годов, в частности, из «Супермена» Джона Уильямса и «Назад в будущее» Алана Сильвестри. Сандберг отметил, что «многие современные партитуры отошли от такой традиционной музыки», и таким образом сделал партитуру достойной данью Золотому веку Голливуда.
Уоллфиш отметил, что «в основе сюжета лежит какая-то нежность» и чувство «оптимизма в отношении будущего». Оттуда он создал несколько тем — тему Сиваны, тему волшебника, музыку для семи смертных грехов, семейную тему и темы Шазама!, которые включают тему героя и тему трансформации, и работал над созданием мелодичного звукового ландшафта, балансируя между комедией и приключенческими аспектами. Для злодея фильма, доктора Сиваны Уоллфиш выбрал минималистский подход, используя только низкий мужской хор, расширенные басовые духовые инструменты и медные духовые.
Партитура была записана в студии AIR Lyndhurst Studios в Хампстеде, Лондон, с лондонским камерным оркестром, состоящим из 140 человек, и дирижировали Уоллфиш и Крис Иган.

## Трек лист
Вся музыка написана Бенджамином Уоллфишом.
| №                   | Название                         | Длительность |
| ------------------- | -------------------------------- | ------------ |
| 1.                  | «Shazam!»                        | 3:59         |
| 2.                  | «The Consul of Wizards»          | 3:01         |
| 3.                  | «Seeking Spell»                  | 2:33         |
| 4.                  | «Compass»                        | 3:26         |
| 5.                  | «Seven Symbols»                  | 4:17         |
| 6.                  | «The Rock of Eternity»           | 4:17         |
| 7.                  | «Subway Chase»                   | 0:45         |
| 8.                  | «It’s You or No One»             | 4:59         |
| 9.                  | «Dude, You’re Stacked»           | 1:18         |
| 10.                 | «This Is Power»                  | 2:32         |
| 11.                 | «Bus Rescue»                     | 2:29         |
| 12.                 | «You’re Like a Bad Guy, Right?»  | 1:16         |
| 13.                 | «Them’s Street Rules»            | 0:48         |
| 14.                 | «Superman It»                    | 0:55         |
| 15.                 | «Super Villain»                  | 1:39         |
| 16.                 | «You Might Need It More Than Me» | 5:38         |
| 17.                 | «Come Home Billy»                | 3:02         |
| 18.                 | «Give Me Your Power»             | 1:41         |
| 19.                 | «His Name Is»                    | 2:46         |
| 20.                 | «Sentimental Nonsense»           | 1:54         |
| 21.                 | «Run!»                           | 2:13         |
| 22.                 | «Play Time’s Over»               | 1:48         |
| 23.                 | «All Hands on Deck»              | 2:05         |
| 24.                 | «I Can Fly!»                     | 2:14         |
| 25.                 | «Fight Flight»                   | 3:31         |
| 26.                 | «Finale»                         | 4:11         |
| 27.                 | «We’ve Got a Lair»               | 1:31         |
| 28.                 | «I’m Home»                       | 0:53         |
| 29.                 | «I Name the Gods»                | 1:32         |
| Общая длительность: | Общая длительность:              | 73:13        |